# Cedar Hills (Oregon)
Pour les articles homonymes, voir Cedar Hills.
Cedar Hills est une ville américaine située dans l’Oregon. Elle comptait 8 300 habitants en 2010.